# 마리아 데 카스티야
마리아 데 카스티야(María de Castilla, 1401년 11월 14일 – 1458년 9월 4일)는 아라곤주의 여왕이자 나폴리의 여왕으로 아라곤의 알리폰소 5세의 배우자였다. 마리아는 배우자의 통치 기간 동안 아라곤의 섭정으로 두 번 활동했다. 왜냐하면 그는 그의 통치 기간 대부분 동안 부재했기 때문이다. 이 섭정은 1420년에서 1423년 사이, 그리고 1432년에서 1458년 사이에 지속되었다. 또한 잠시 동안 카스티야 왕좌의 상속녀로서 자신의 권리로 아스투리아스의 의 공주였다. 1402년 아버지인 카스티야의 헨리 3세의 뒤를 이어 아스투리아스의 공주가 되었다.